# Montot (Haute-Saône)
Montot is een gemeente in het Franse departement Haute-Saône (regio Bourgogne-Franche-Comté) en telt 131 inwoners (2011). De plaats maakt deel uit van het arrondissement Vesoul.

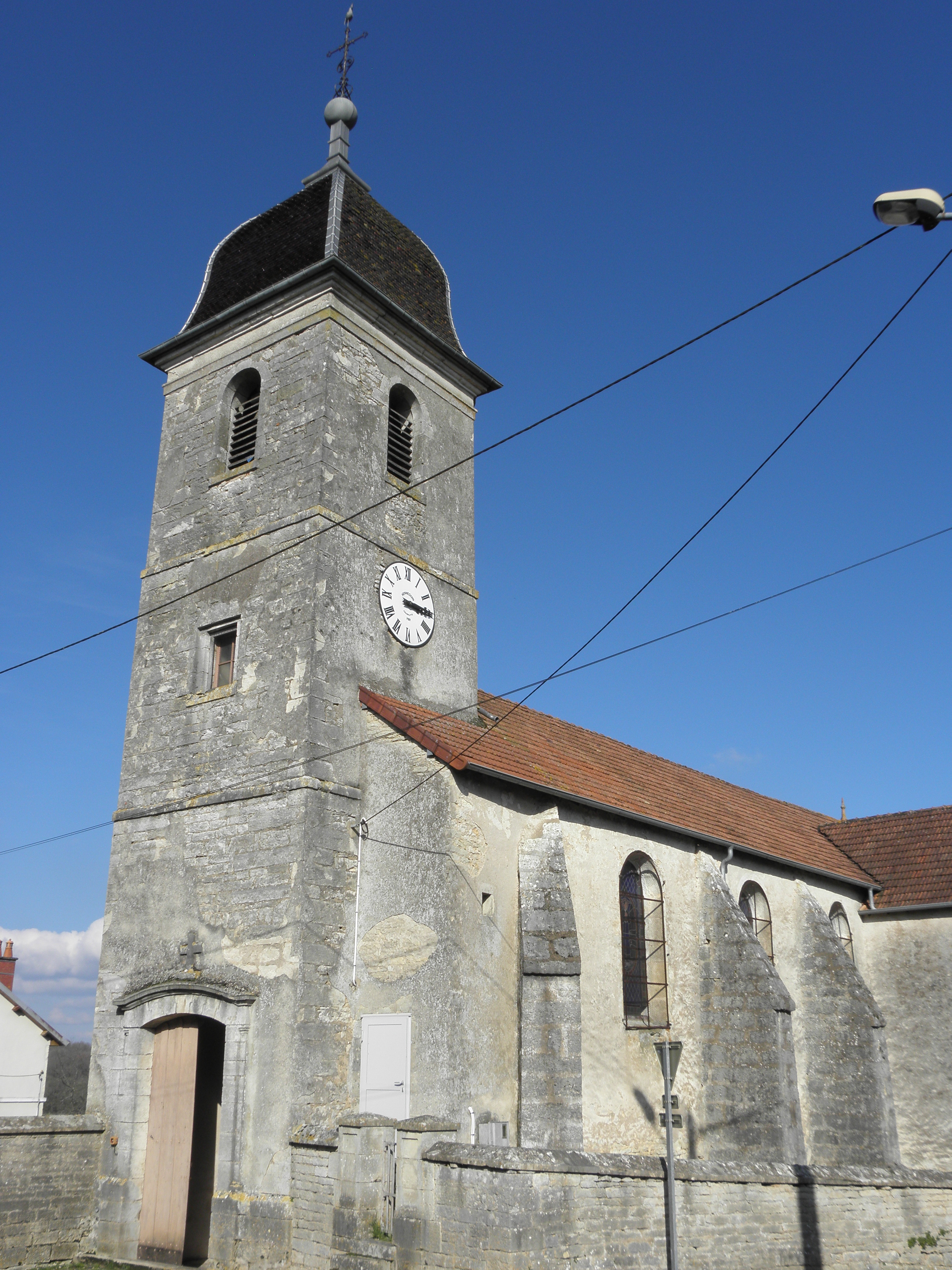
Kerk van Montot
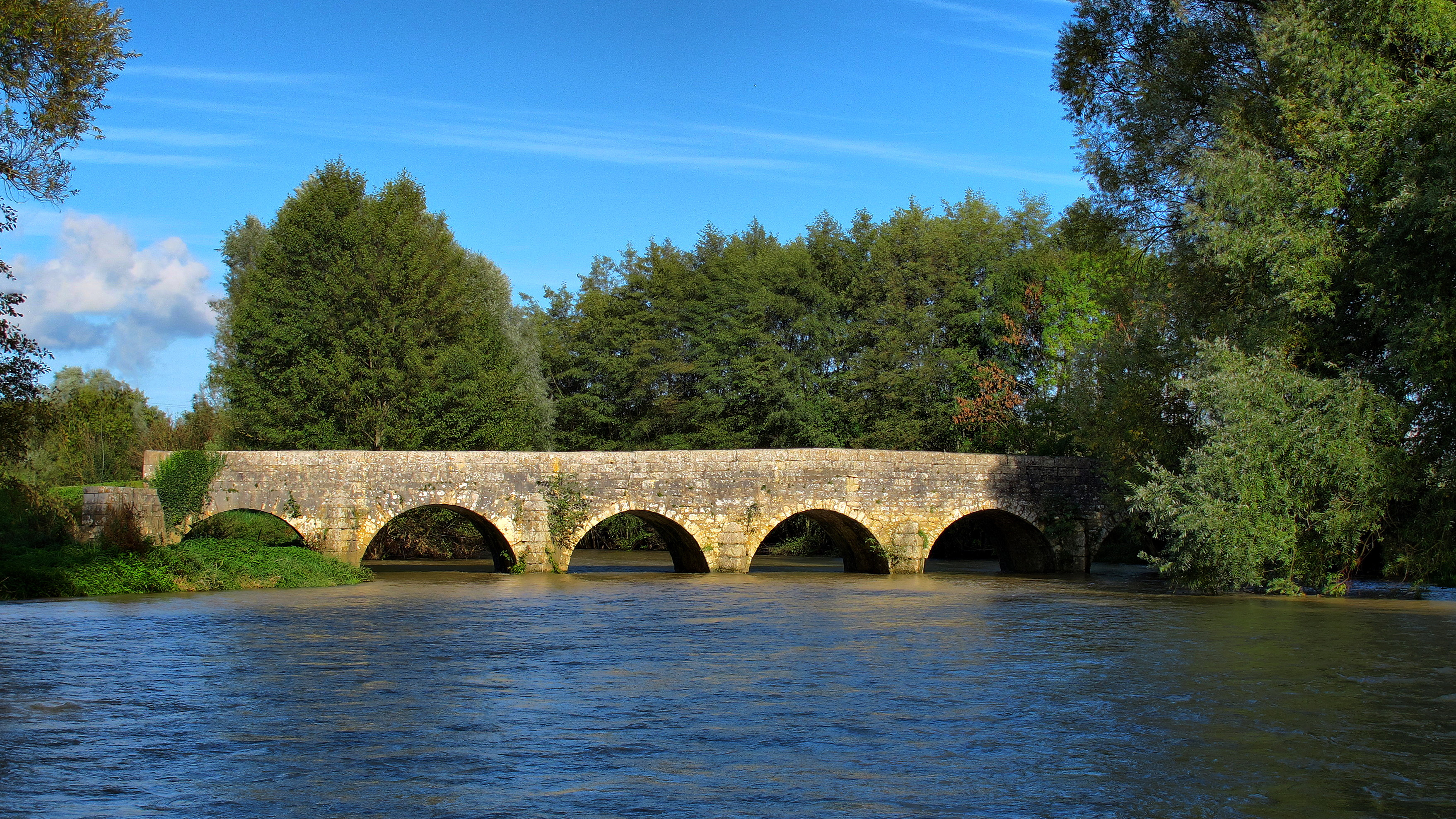
Brug over de Salon

## Geografie
De oppervlakte van Montot bedraagt 10,5 km², de bevolkingsdichtheid is dus 12,5 inwoners per km².
De onderstaande kaart toont de ligging van Montot (Haute-Saône) met de belangrijkste infrastructuur en aangrenzende gemeenten.

## Demografie
Onderstaande figuur toont het verloop van het inwonertal (bron: INSEE-tellingen).